# Juçara (etnia)

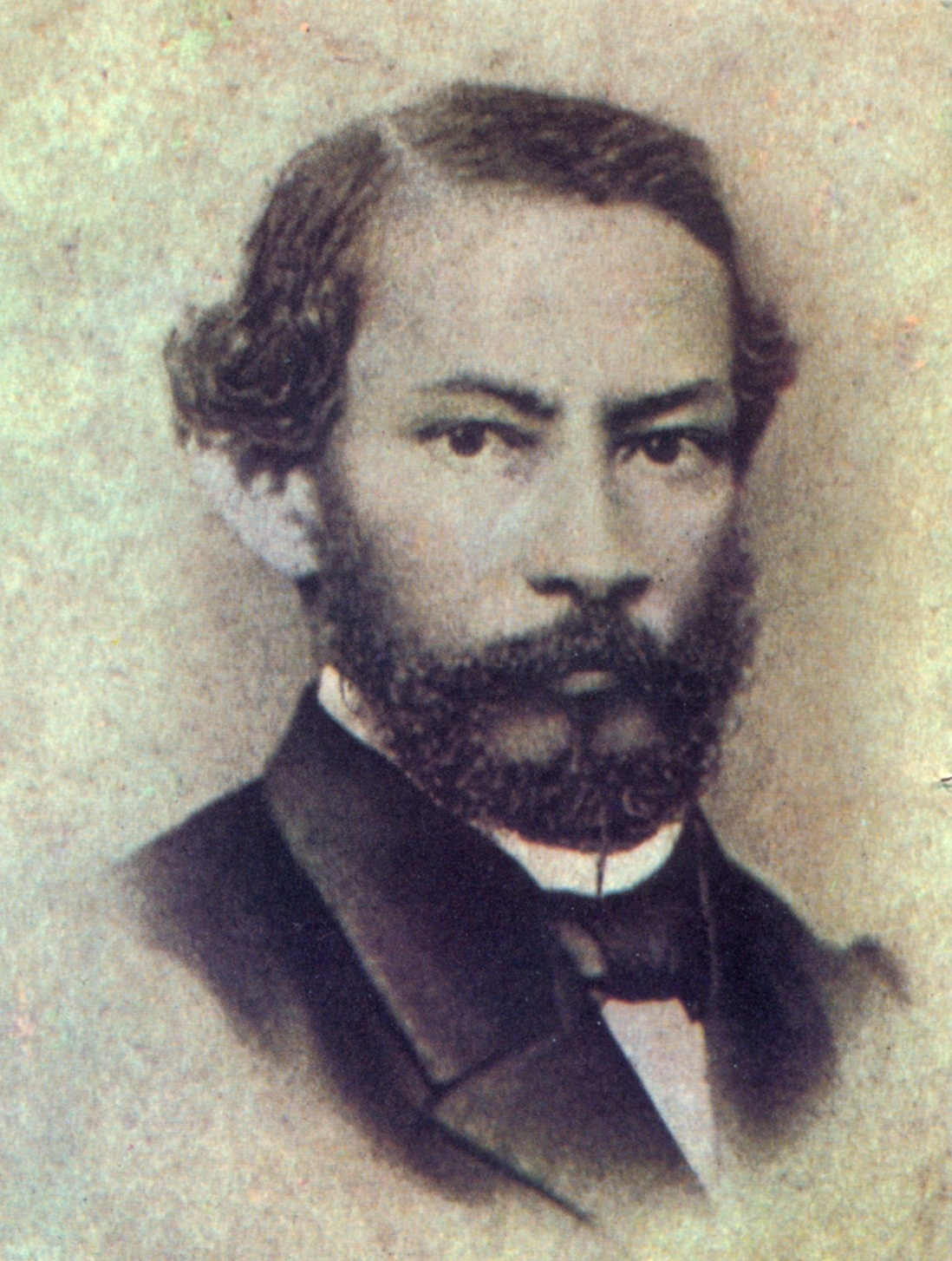
O poeta Gonçalves Dias, filho de pai português e mãe cafuza, representava a síntese do povo brasileiro

Juçara foi um termo amplamente usado na geografia humana do Brasil para descrever a pessoa que descende ao mesmo tempo da miscigenação dos três tipos étnicos de base formadores do povo brasileiro: branco, indígena e preto. Em virtude do referido tripé étnico, os juçaras representaram por muito tempo a síntese do povo brasileiro.
Junto com mulato, caboclo e cafuzo, o termo juçara foi amplamente usado na bibliografia brasileira até meados da década de 70, quando o Instituto Brasileiro de Geografia e Estatística (IBGE) adotou a nomenclatura "pardo" (1976) para designar quaisquer mestiços, sobretudo os com antepassados indígenas, pretos e seus derivados. A partir de então, o termo juçara caiu em desuso.
(...) Mas há de referir tipos mais complexos de mestiços, como é o caso do chamado juçara, em que se nota a presença de sangue branco, indígena e preto, síntese dos tipos étnicos fundamentais, cuja presença já foi notada no Maranhão.— Aroldo de Azevedo, geógrafo
Testes genéticos nas últimas décadas mostraram que o brasileiro comum tem, em diferentes proporções, sangue dos três povos que formaram o país desde sua colonização.

## Teoria trabalhada pela História

### Gilberto Freyre
Na obra "Casa-Grande & Senzala", Gilberto Freyre introduz a concepção da etnia "juçara" e sua relevância na construção sociocultural do Brasil. Ele destaca a formação da sociedade Brasileira através da miscigenação entre brancos, especialmente portugueses, negros escravizados de diversas origens africanas e os diversos povos povos indígenas do Brasil.

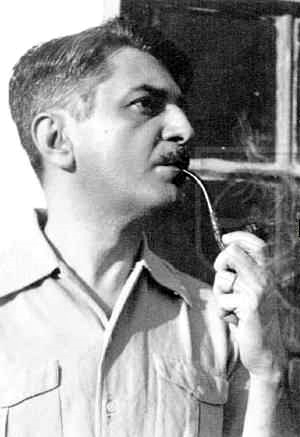
Gilberto Freyre

Para Freyre, a própria estrutura da casa-grande simboliza a organização social e política do Brasil, caracterizada pelo patriarcalismo. Essa estrutura é capaz de integrar os diferentes elementos que compõem a propriedade colonial brasileira. O patriarca, considerado o dono absoluto da terra, detinha controle sobre tudo nela existente: escravizados, familiares, descendentes, parceiros, religiosos e políticos. Essa dominação agregava todos esses elementos em vez de excluí-los. Esse padrão se manifestava na casa-grande, que podia abrigar desde escravos até os filhos do patriarca e suas respectivas famílias.
Além disso, Freyre desmistifica a ideia de que a determinação racial foi fundamental na formação do povo brasileiro, enfatizando a importância dos fatores culturais e ambientais. Ele refuta a noção de que a miscigenação resultou em uma raça inferior no Brasil, destacando os aspectos positivos da cultura brasileira que surgiram dessa mistura entre diferentes tradições —O povo juçara.

### Ação Integralista Brasileira
O integralismo brasileiro fundamentava-se na ideia de miscigenação como um dos pilares da identidade nacional, o que o levou a atrair uma diversidade de cidadãos brasileiros de diferentes origens étnicas. No sul do país, por exemplo, houve uma notável adesão de imigrantes brancos, japoneses, eslavos, indígenas e seus descendentes. Afro-brasileiros também se envolveram no movimento, sendo um exemplo notável João Cândido, líder da Revolta da Chibata. Outros afro-brasileiros proeminentes que fizeram parte da Ação Integralista Brasileira (AIB) incluem Abdias do Nascimento, Sebastião Rodrigues Alves e Ironides Rodrigues. Além disso, houve negros brasileiros que apoiaram o integralismo, como Arlindo Veiga dos Santos, líder da Ação Imperial Patrianovista Brasileira.
O integralismo brasileiro apresentava uma diversidade de correntes de pensamento entre suas lideranças intelectuais. Oficialmente, o movimento se distanciava completamente do racismo.  Plínio salgado, Líder da AIB, expressou, destacando que no Brasil "o problema é ético, e não étnico".

### Ação Imperial Patrianovista Brasileira e Frente Negra Brasileira
O Patrianovismo brasileiro, além de ser um movimento de origem afro-brasileiro e monarquista, era completamente favorável à miscigenação como um meio de integração nacional e uma característica fundamental de nossa formação como povo. Os oito pontos delineados no jornal do partido Pátria Nova em 1929 já ilustravam essa posição:
[...] Pátria e raça brasileira – Afirmação do povo brasileiro em todas as posições: religiosa, física e economicamente;

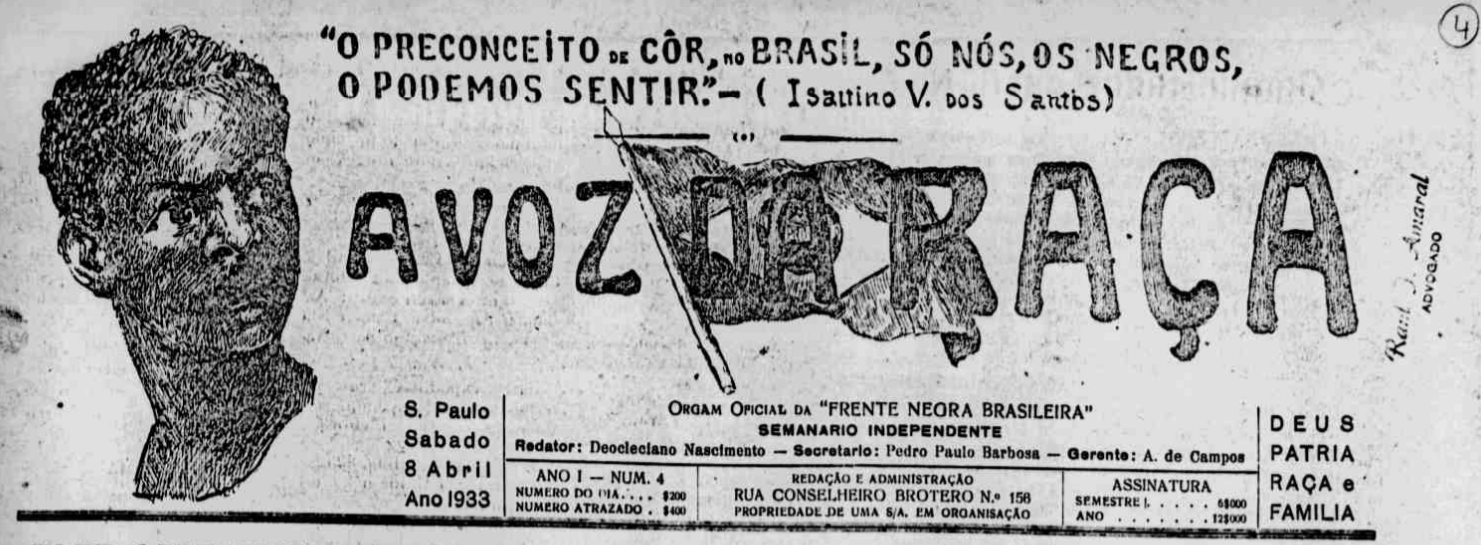
O jornal oficial da FNB. Acima está uma citação do irmão de Arlindo: "Só nós, os negros, podemos sentir o preconceito racial no Brasil".

A Frente Negra Brasileira, fundada em 1931 por Arlindo Veiga dos Santos, um afro-brasileiro, foi uma expressão da luta pela "União Social e Política do Povo Negro Nacional". Veiga buscava mobilizar o apoio à causa Monarquista entre as massas negras, transformando a FNB em um centro para ideais patrianovistas, buscando amalgamar a política negra com o patrianovismo.
Ambas as organizações apoiavam:

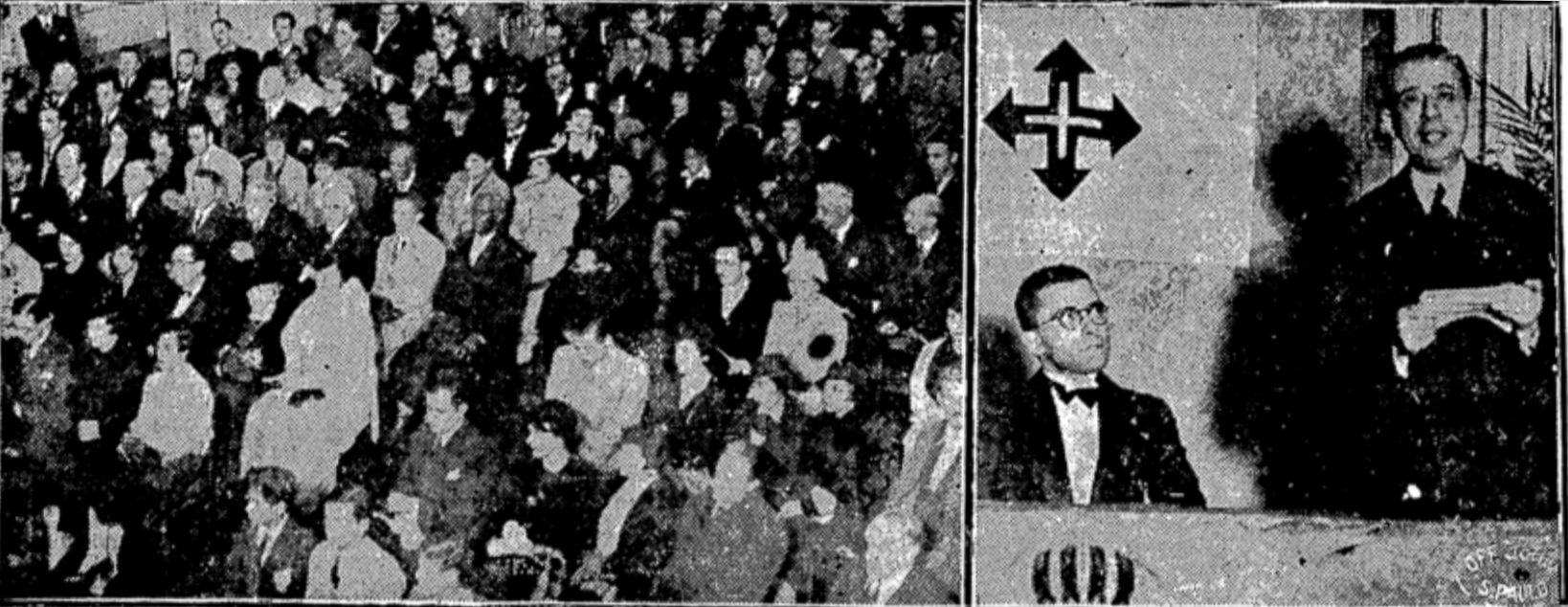
Reunião Patrianovista para comemorar o 25º aniversário Natalício de Dom Pedro Henrique

- Um autêntico nacionalismo brasileiro, católico e municipalista;
- Defesa do tradicionalismo e da miscigenação;
- Combate fervoroso ao bolchevismo;
- Ataques contra a democracia liberal e ao liberalismo em si.
A cooperação entre os grupos era significativa e a defesa da miscigenação ente os imigrantes africanos, europeus e nativos.

### Na atualidade
No contexto contemporâneo do Brasil, certos movimentos adotam a concepção sociológica do "juçara" para descrever aqueles que descendem da miscigenação dos três principais grupos étnicos formadores do povo brasileiro: brancos, povos indígenas do Brasil e negros. Devido a essa mistura étnica, os juçaras representaram durante muito tempo a síntese da identidade brasileira. Esses movimentos se posicionam firmemente contrários o conceito de racismo estrutural e supremacia branca, defendendo as ideias de Gilberto Freyre, do nacionalismo brasileiro e do patrianovismo. Eles argumentam que somente através da miscigenação é possível superar as questões étnicas do Brasil, formando assim a etnia nacional denominada "juçara".

Entre os movimentos brasileiros que advogam essa perspectiva, destacam-se a Frente Integralista Brasileira, a Legião de Anchieta e a União Nacional Restauradora. Esta última, em seu manifesto, faz uma defesa explícita da miscigenação e do termo "juçara" como representação da etnia nacional.